# Dira Paesová
Ecleidira „Dira“ Maria Fonseca Paesová (* 30. června 1968 Abaetetuba, stát Pará) je brazilská herečka a moderátorka.

## Život
Je vysoká 163 cm, má portugalské, indiánské a africké předky a pochází ze sedmi sourozenců. K herectví se dostala, když uspěla v konkursu na roli domorodé dívky Kachiry ve filmu Smaragdový les, který natočil v roce 1985 britský režisér John Boorman. Od osmnácti let žila v Riu de Janeiru a hrála v televizních seriálech Carne de Sol a Araponga. Vystudovala Federální univerzitu státu Rio de Janeiro. Jejím prvním manželem byl scenárista Gustavo Fernandez a druhým kameraman Pablo Baião, s nímž má dva syny.
Popularitu jí přinesla především role v komediálním seriálu A Diarista. Na stanici Rede Globo uvádí pořad Criança Esperança, zaměřený na pomoc dětem vyrůstajícím v chudobě. V roce 2013 získala cenu Grande Otelo za hlavní roli Rosy ve filmu A Beira do Caminho, byla také oceněna na filmových festivalech v Brasílii a v Gramadu. Hlavní roli ztvárnila v mezinárodně úspěšném antiutopickém dramatu Gabriela Mascara Božská láska (2019).
Za své působení v neziskové organizaci Movimento Humanos Direitos obdržela v roce 2014 Řád za zásluhy o pracovní právo.

## Filmografie
- 1985 Smaragdový prales
- 1987 Ele, o Boto
- 1987 Au Bout du Rouleau
- 1990 Corpo em Delito
- 1994 Obra do Destino
- 1996 Corisco & Dadá
- 1997 Anahy de las Misiones
- 2000 Cronicamente Inviável
- 2000 Vida e Obra de Ramiro Miguez
- 2001 O Casamento de Louise
- 2002 Amarelo manga
- 2003 Noite de São João
- 2005 Celeste & Estrela
- 2005 2 Filhos de Francisco
- 2007 Ó Paí, Ó
- 2008 A Festa da Menina Morta
- 2010 Ribeirinhos do Asfalto
- 2012 Sudoeste
- 2012 A Beira do Caminho
- 2015 Órfãos do Eldorado
- 2016 O País do Cinema
- 2017 Redemoinho
- 2019 Divino Amor (Božská láska)
- 2019 Pureza
- 2021 Veneza